# Гусарівський ліцей
Гусарівський ліцей Балаклійської міської ради Харківської області (з 2021 р.) (попередні назви: Гусарівська загальноосвітня школа, Гусарівський навчально-виховний комплекс). Єдиний навчальний заклад у селі Гусарівка Ізюмського району Харківської області. Заснований 1967 року.

## Історія
Будівництво Гусарівського ліцею було розпочато у 1965 році та тривало 10 місяців. Першим директором та засновником школи є Сінний Василь Григорович. 1987 р. восьмирічна Гусарівська школа стала десятирічною. Її роботу очолювали: Чаусенко Микола Миколайович (1989-2000), Ісіченко Олена Іванівна (2000 - 2012), Шкарлат Марина Володимирівна (з 2012 ). У рік випуску першого десятого класу (1989) в школі налічувалося 210 учнів. На 2009 р. кількість учнів скоротилася до 126 та продовжує зменшуватись, що є наслідком характерного для України явища урбанізації.
Під час свого існування заклад кілька разів змінював назву. Назву "Гусарівський ліцей" отримав у 2021 році в результаті дацентралізації та в рамках закону "про ліцеї". Навчання здійснюється за профілем «Українська філологія». Станом на 2021 рік більшість кабінетів були обладнані інтерактивними дошками, комп'ютерами, ноутбуками, принтерами та проекторами.
У 2022 році в результаті вторгнення Росії в Україну село Гусарівка зазнало серйозних руйнувань,а ліцей отримав серйозні пошкодження. 
У 2023 році фото зруйнованого закладу були представлені на короткометражному відео в YouTube.